# 聯合車站 (多倫多)
联合车站（英語：Union Station）为加拿大安大略省多伦多的一个火车站，为一城际车站及铁路枢纽。多伦多联合车站为加拿大最大的火车站，日发送旅客达20万人以上，为全加拿大最繁忙的交通设施。联合车站大楼归多伦多市政府所有，而火車棚和路軌則歸GO運輸公司。車站於1975年列為加拿大國家史蹟。
來往此車站的长途鐵路服務由維亞鐵路和美鐵提供，而通勤鐵路服務則由GO運輸公司提供。多倫多公車局亦於聯合車站旁設有同名的地鐵和有軌電車站，而GO運輸公司的聯合車站巴士總站則座落卑街的另一邊。

## 车站结构
多伦多联合车站是加拿大最大的铁路车站。车站由蒙特列尔的建筑事务所Ross and Macdonald在加拿大太平洋铁路的建筑师Hugh Jones和多伦多建筑师John M. Lyle帮助下设计，为新古典主义学院派风格。1975年，加拿大历史遗址和纪念碑委员会认定其具有“国家建筑意义，是加拿大美术火车站设计的最佳典范之一”。
站房建筑两侧对称，由三个面向前街的结构组成，其中主体结构位于中间。 这三个部分加在一起长752英尺（229），占据了东边的卑街和西边的约克街之间的区域。
面向前街的外立面采用方石图案布置，由光滑的米色印第安纳和昆斯顿石灰石建造。柱廊凉廊有22根等距的托斯卡纳柱，由贝德福德石灰石制成，每根40英尺（12）高、重75吨。中央柱廊两侧的立面由十四个三层的开间组成，总共28个，每个都有严格划定的开窗。主入口向内进深，由两组四根柱子构成，柱子上方的柱子上刻有浮雕花环。这些柱子是由不协调的八角形基座和位于其上方的三个独立部分组成，可能是爱奥尼柱式或科林斯柱式；然而，其柱头却是按照多立克式雕刻的，因此这些柱子似乎未完成或其原始设计计划未知。在主入口的两侧，带有装饰性基石的盲拱上有三组钢框架门、以及一扇大拱形窗户，是学院派建筑的典型设计
从1927年到2008年，该站在七楼设有一个靶场。该靶场最初是为加拿大太平洋铁路和加拿大国家铁路的警察练习用，之后向公众开放，作为加拿大国家娱乐协会（CNRA）的手枪俱乐部。多伦多市于2008年关闭了该靶场以希望减少枪支暴力。

### 主大堂
位于联合车站正中央的正门后是售票大厅，通常被成为“大堂”。主大堂长250英尺（76）、最高处88英尺（27），由青铜、石灰石、大理石、瓷砖和半透明玻璃等耐久材料建造。整个大堂都被来自天窗折射的自然光照亮。大堂的每一端还设有四层高的、基于罗马浴场设计的拱形窗户
两层高的拱形天花板，由瓜斯塔维诺砖制成。大堂墙壁采用来自密苏里州的Zumbro石材，地板由田纳西州的大理石制成，铺设人字形图案。在大堂周围的檐口下方刻有许多加拿大目的地的名称，从东海岸到温哥华，在车站建设时可通过大干线铁路或加拿大太平洋铁路抵达。许多时至今日仍然是维亚铁路列车的目的地。
尽管历史上曾有多家业者使用，大堂目前由维亚铁路使用，以及少量和美铁联营的列车。大堂内设有行李托运柜台、商务舱休息室、旅客服务柜台、信息显示屏、以及车站大钟。

### GO运输大堂及地道

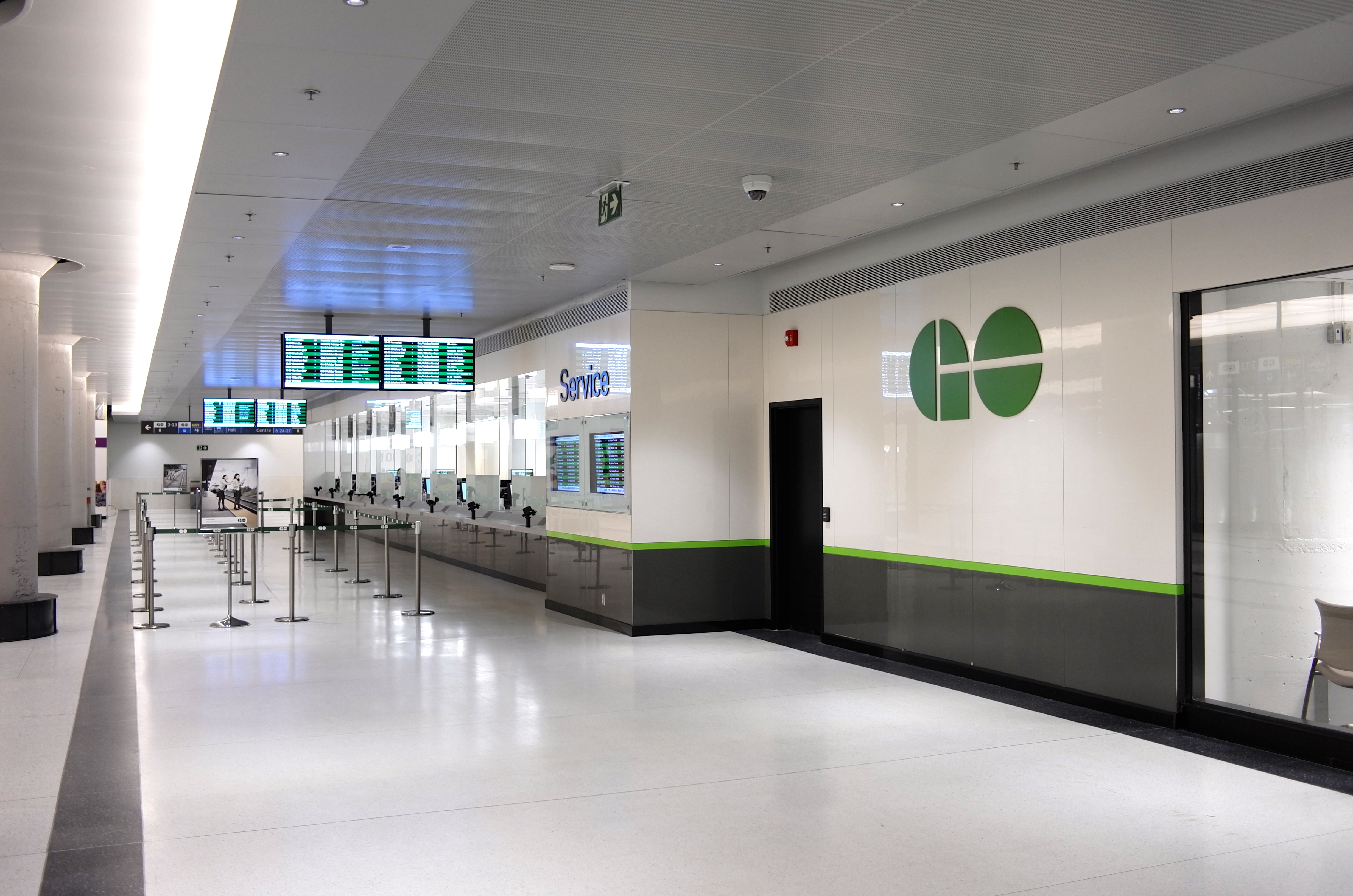
GO运输约克大堂

多伦多联合车站GO运输大堂包括卑街对出的卑街大堂和约克街对出的约克街大堂，共设有72个显示屏、30个Presto拍卡器、7个售票机和6个Presto自助充值机。卑街大堂和约克街大堂能前往车站的所有站台。
约克街大堂面积62,000平方英尺（5,800平方），位于主站房西侧地下，于2015年4月27日启用，连接了只能前往24-27站台的约克街南大堂。约克街大堂西侧还有约克街地道和约克街西地道，其中西地道连接车站天桥。
在约克街大堂启用前，位于车站主大堂东侧地下、面积40,000平方英尺（3,700平方）的卑街大堂是GO运输的主要枢纽。2015年8月16日，卑街大堂关闭整修，并于2017年7月27日重新开放。卑街大堂东侧设有卑街西地道和东地道。其中卑街东地道可前往4-13站台及联合车站巴士总站。

### 站场

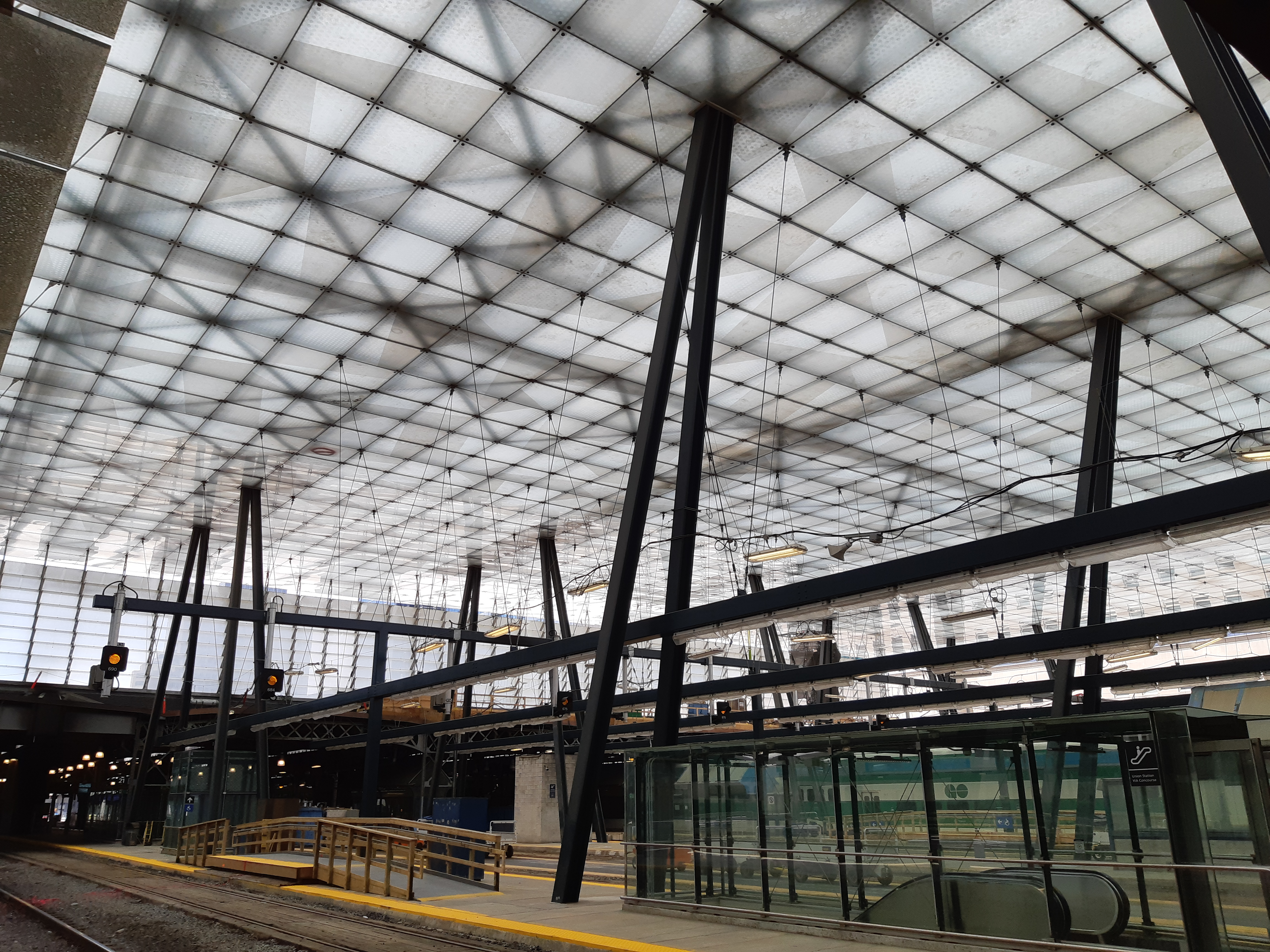
位于站场中部的玻璃中庭

多伦多联合车站站场位于主大堂南侧，自北向南设有16条股道、1座侧式站台和11座岛式站台（含西班牙式站台）。23座站台自北向南编号3-27，不设有1站台、2站台、23站台和24站台。27站台（14道）南侧为15、16道，供通过列车使用。
3号站台是联合车站最北端的站台，也是该站唯一的侧式站台。在对其遗产进行翻新后，修复了蒸汽机时代在低雨棚下供蒸汽机车使用的排烟口，同时装饰性铸铁柱被修复并重新安装，于2022年1月10日重新开放服务。加拿大帝国商业银行广场建成后，3站台和东卑街地道间的楼梯和电梯恢复使用。位于12-14道间的24/25站台和26/27站台于2009年5月11日启用。2022年，都市連通将24-27站台和股道拆除重建。
站台雨棚由A. R. Ketterson设计，属于林肯·布什设计的布什雨棚风格。车站面积达30,000平方（320,000平方英尺）的雨棚于2010年1月开始在加拿大公园局支持下进行重建工程，将站场东西两侧的雨棚颜色改成绿色以减少热岛效应和雨水径流输出。但由于工期延误、超支，和与电气化工程的冲突等原因，站场中部的雨棚重建计划取消，改为新建玻璃中庭。玻璃中庭挑高，为站台带来采光。

### 西翼及天桥

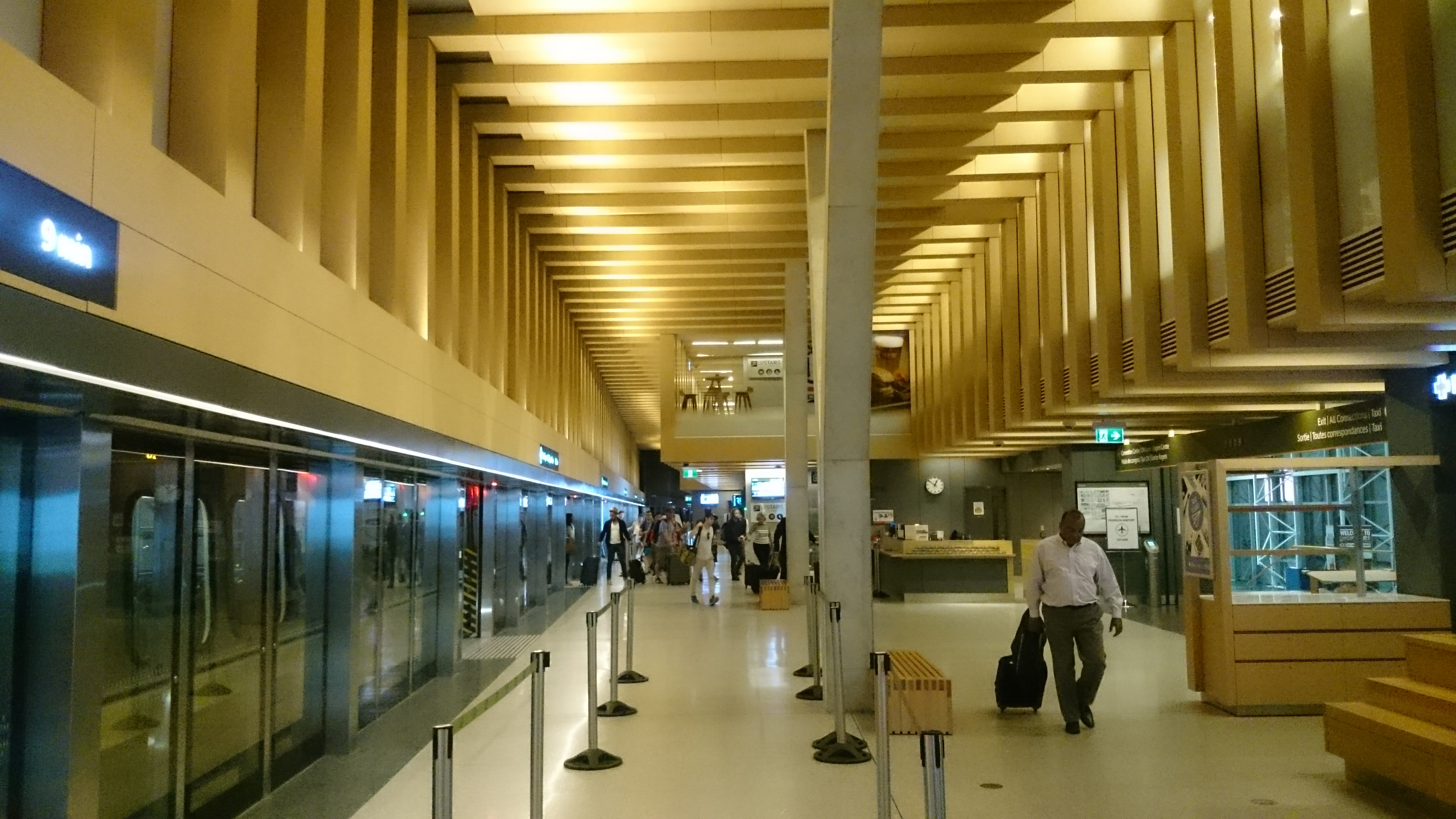
UPX车站站台

联合车站西翼位于主体结构西侧，都市連通总部位于前街97号。附近设有服务中心，提供旅客资讯服务。
聯合車站－皮爾遜機場快線车站亦位于西翼，距离车站主体部分步行约需5分钟。UPX车站大堂内设有自己的客服中心、自动售票机和皮尔逊国际机场自助值机设施，可为加拿大航空和西捷航空航班值机。车站候车区设有3个零售商店。车站设有1座侧式站台，设有月台幕门。
西翼附近设有天桥SkyWalk，于约克街上架空而过，连接CN塔和羅渣士中心。

## 列车服务

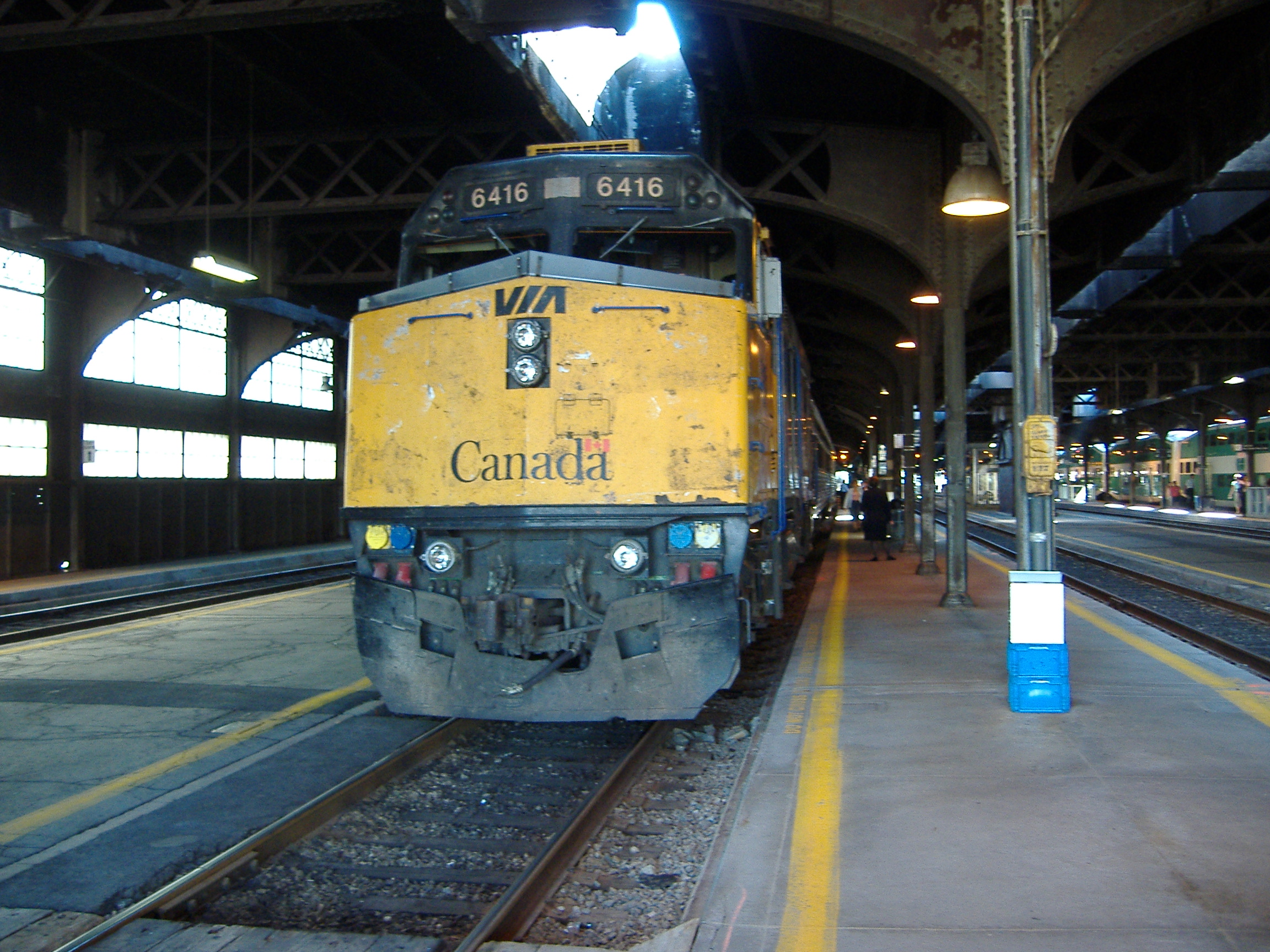
维亚铁路列车停靠站台

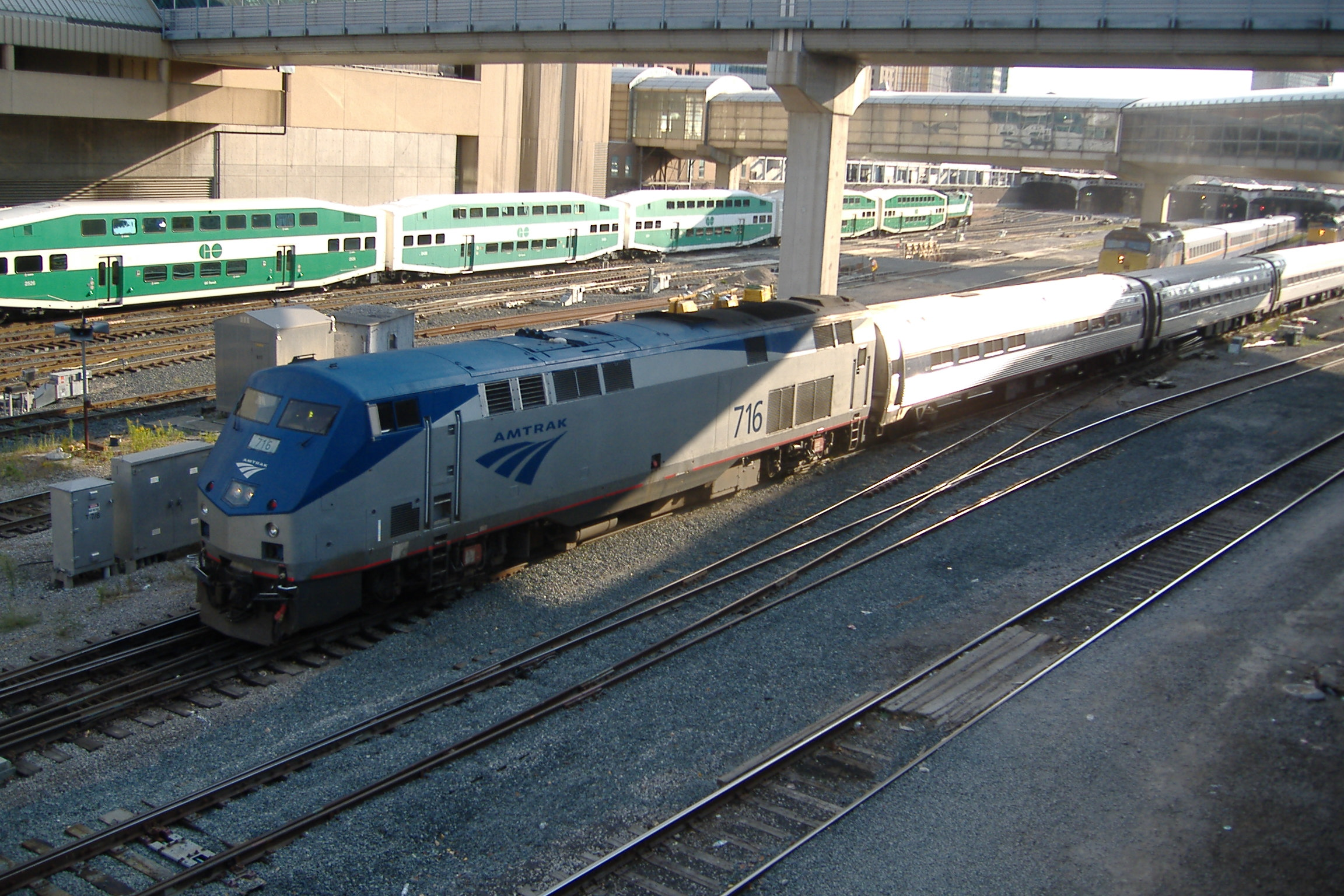
美铁枫叶号出站，背景为GO运输的通勤列车

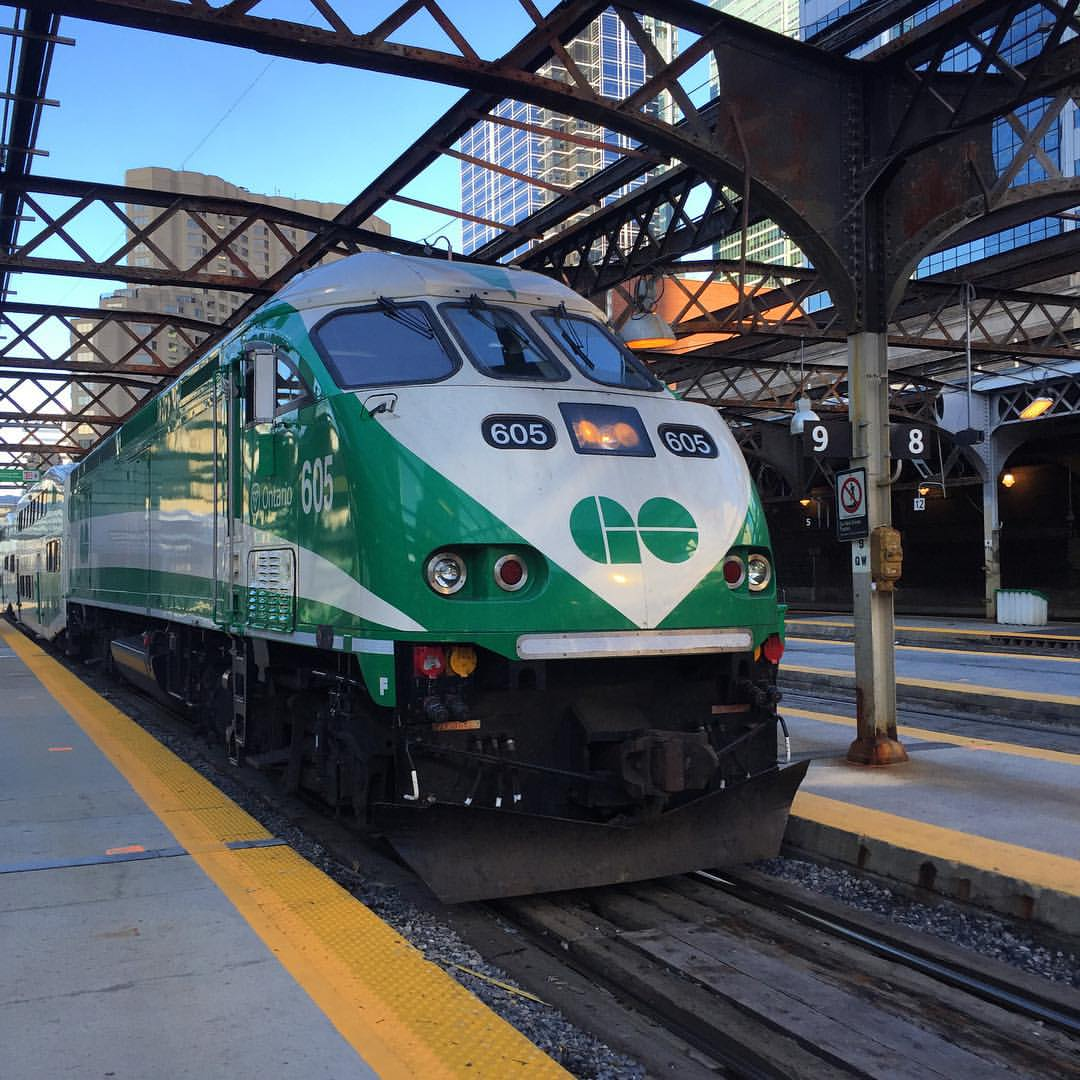
GO运输的通勤列车停靠站台

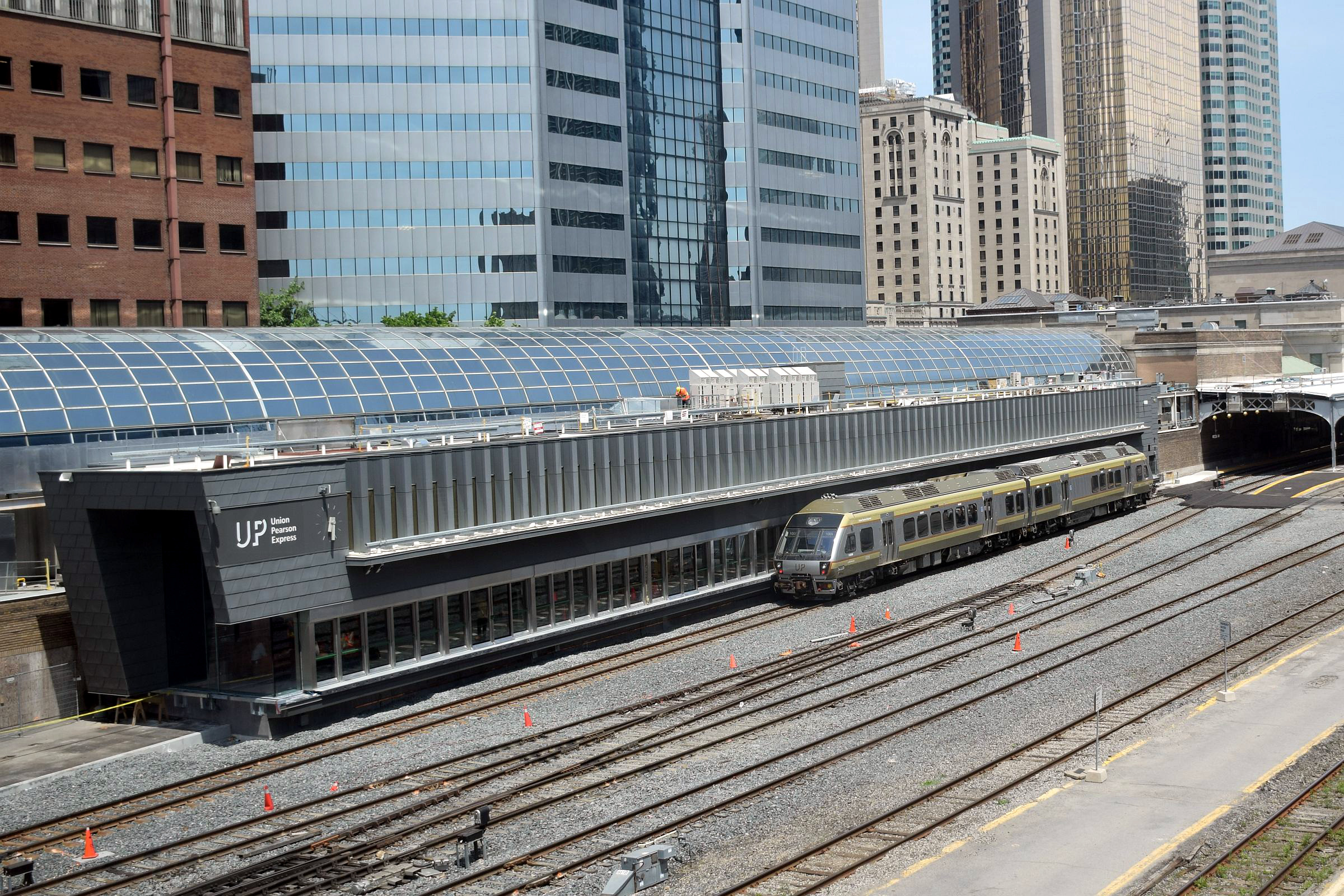
机场快线站台

联合车站是加拿大最繁忙的交通枢纽，每年客流超过6500万，每日客流大约20万。其中三分之二的客流为GO运输客流，2000万人为地铁客流，剩余为城际及长途列车客流。

### 国家铁路
多伦多是加拿大主要的客运铁路枢纽，也是维亚铁路系统里最繁忙的车站，每年超过240万客流，占维亚铁路年总客流的一半。多伦多联合车站位于维亚铁路魁北克城-温莎走廊中间，西行列车可到达西南安大略的基秦拿、伦敦、萨尼亚、温莎；东行列车可到达渥太华、魁北克等地。
多伦多还是跨大陆列车加拿大人号的起讫站。该车由多伦多出发，经温尼伯、萨斯卡通、埃德蒙顿后抵达温哥华。

### 国际列车
美铁通过和维亚铁路联运纽约—多伦多楓葉號列車。列车使用美铁车底，加拿大境内（多伦多—尼亚加拉瀑布城）列车乘务由维亚铁路担当。沿途经过水牛城、罗切斯特、雪城和奥尔巴尼。
维亚铁路和美铁曾运营多伦多—芝加哥“国际特快号”列车，途径萨尼亚、休倫港，2004年取消。

### 远郊通勤
联合车站是GO运输的枢纽，GO运输的通勤铁路服务包括：
- 巴里綫（英语：Barrie line）往北约克、旺市、奧羅拉、巴里
- 基秦拿線往约克、怡陶碧谷、密西沙加、布兰普顿、基秦拿
- 湖滨东线往士嘉堡、皮克靈、亞積士、惠特比和奥沙瓦
- 湖滨西线（英语：Lakeshore West line）往怡陶碧谷、密西沙加、哈密尔顿、圣凯瑟琳和尼亚加拉瀑布城
- 米爾頓綫（英语：Milton line）往怡陶碧谷、密西沙加和米尔顿
- 列治文山綫（英语：Richmond Hill line）往北约克和列治文山
- 史托夫維爾綫（英语：Stouffville line）往士嘉堡、万锦市和史托夫维尔（英语：Stouffville, Ontario）

### 机场快线
安大略省政府轄下的交通機構都市連通從2011年起興建聯合車站－皮爾遜機場快線（UPX），連接聯合車站和多倫多皮爾遜國際機場。此路線於2015年泛美運動會開幕前通車。
UPX车站位于联合车站主体结构西侧，发车间隔为15分钟。

## 接驳交通
联合车站连接多伦多公车局（TTC）的地铁联合车站，有多伦多地铁央街－大學線经过，于1954年开通；多伦多电车站台位于地铁车站旁，建于1989年，有509號港畔綫和510號士巴丹拿道綫经过。地铁和电车联合车站每年有超过2000万的客流。TTC车站于2015年进行改扩建，增加车站站台以增加运能。
TTC巴士19号卑街线、72号坡路线、97号央街线、121号滨湖线和320号夜间央街线停靠站外路边的巴士车站。
GO运输的联合车站巴士总站位于车站南广场加拿大帝国商业银行广场附近，设有GO运输的区域巴士及其他业者运营的长途巴士。

## 外部連結
- （英文）City of Toronto: Union Station （页面存档备份，存于）－多倫多市政府網站 聯合車站翻新工程頁面